# Wurgwitz

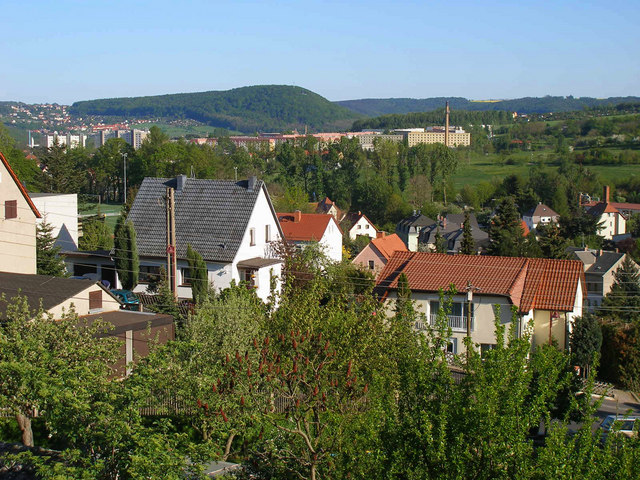
Blick vom Wurgwitzer Schafberg Richtung Zauckerode; im Hintergrund der Windberg

Wurgwitz ist ein Stadtteil der sächsischen Großen Kreisstadt Freital im Landkreis Sächsische Schweiz-Osterzgebirge. Er befindet sich im Nordwesten des Stadtgebietes und setzt sich aus den drei Gemarkungen Wurgwitz, Niederhermsdorf und Kohlsdorf zusammen. Das vorwiegend ländlich geprägte Wurgwitz hat etwa 2500 Einwohner. Mit seiner Lage im Ballungsraum Dresden ist der Ort nur wenige Kilometer vom Stadtzentrum Dresdens entfernt.
Der Ort wurde im Zusammenhang mit dem Streit um die Burg Thorun am nahen Burgwartsberg im Jahr 1206 erstmals urkundlich erwähnt, neben Wurgwitz auch Potschappel und Dresden. Wurgwitz war bis zum 1. Januar 1974 eine eigenständige Gemeinde, die anschließend in die Stadt Freital eingegliedert wurde. Gegenwärtig wird im Stadtteil einer der vier Ortschaftsräte Freitals gewählt.

## Geographie

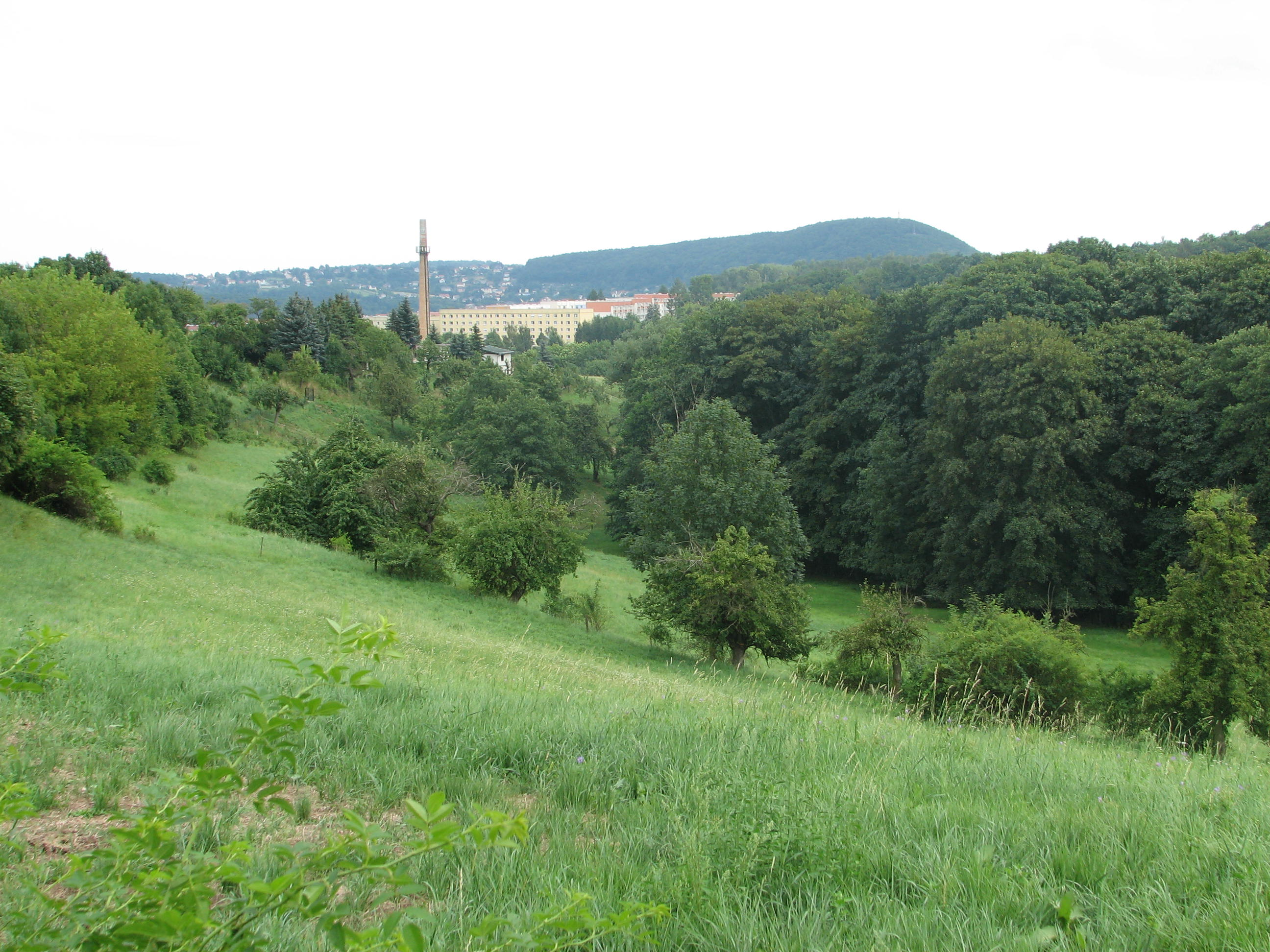
Ansicht vom Weg nach Saalhausen in das Tal des Quänebachs

### Geographische Lage
Wurgwitz ist Freitals nordwestlichster Stadtteil und grenzt im Norden an die Fluren der Stadt Wilsdruff und der Landeshauptstadt Dresden, dort, wo das Döhlener Becken durch teilweise steile Bergrücken vom sächsischen Lösslehmgebiet abgegrenzt wird. Landschaftsbestimmend sind die durch die Wiederitz und den Hammerbach herausgebildeten Täler, die das Relief am Nordwestrand des Döhlener Beckens wesentlich beeinflussen.
Die Wurgwitzer Fluren bestehen aus Wiesen, Brachland, wenigen Hektar Ackerland, teilweise aufgegebenen Obstbaumkulturen und Siedlungsflächen mit Kleingärten. An den Talhängen entlang der Straßen in Richtung Kesselsdorf und Oberhermsdorf gibt es Hainbuchen-Eichen-Mischwald. Aufgrund der Tatsache, dass sich die Südhänge im Sommer kräftig aufheizen und das Klima sehr beständig ist, wurde in Wurgwitz früher Wein angebaut. Mit dem Auftreten der Reblaus um 1900 musste der Weinbau jedoch aufgegeben werden.
Die Wiederitz, ein linker Nebenfluss der Weißeritz, durchfließt Wurgwitz entlang der Straße von Kesselsdorf nach Potschappel. Westlich von Altfranken, nahe der A 17, entspringt der Hammerbach. Er fließt zwischen Kohlsdorf und Wurgwitz in südöstlicher Richtung; unterhalb der Hammersiedlung wird er zum Hammerteich aufgestaut. In Zauckerode mündet er in die Wiederitz. Der Oberhermsdorfer Bach entspringt im Wilsdruffer Ortsteil Oberhermsdorf und fließt dann durch den Dorfkern Niederhermsdorfs in die Wiederitz. Aus westlicher Richtung von Kleinopitz kommend schneidet der Quänebach die Wurgwitzer Fluren, speist das Freibad Zacke im Stadtteil Zauckerode und mündet kurz danach ebenfalls in die Wiederitz.

### Nachbarorte und Ortsgliederung

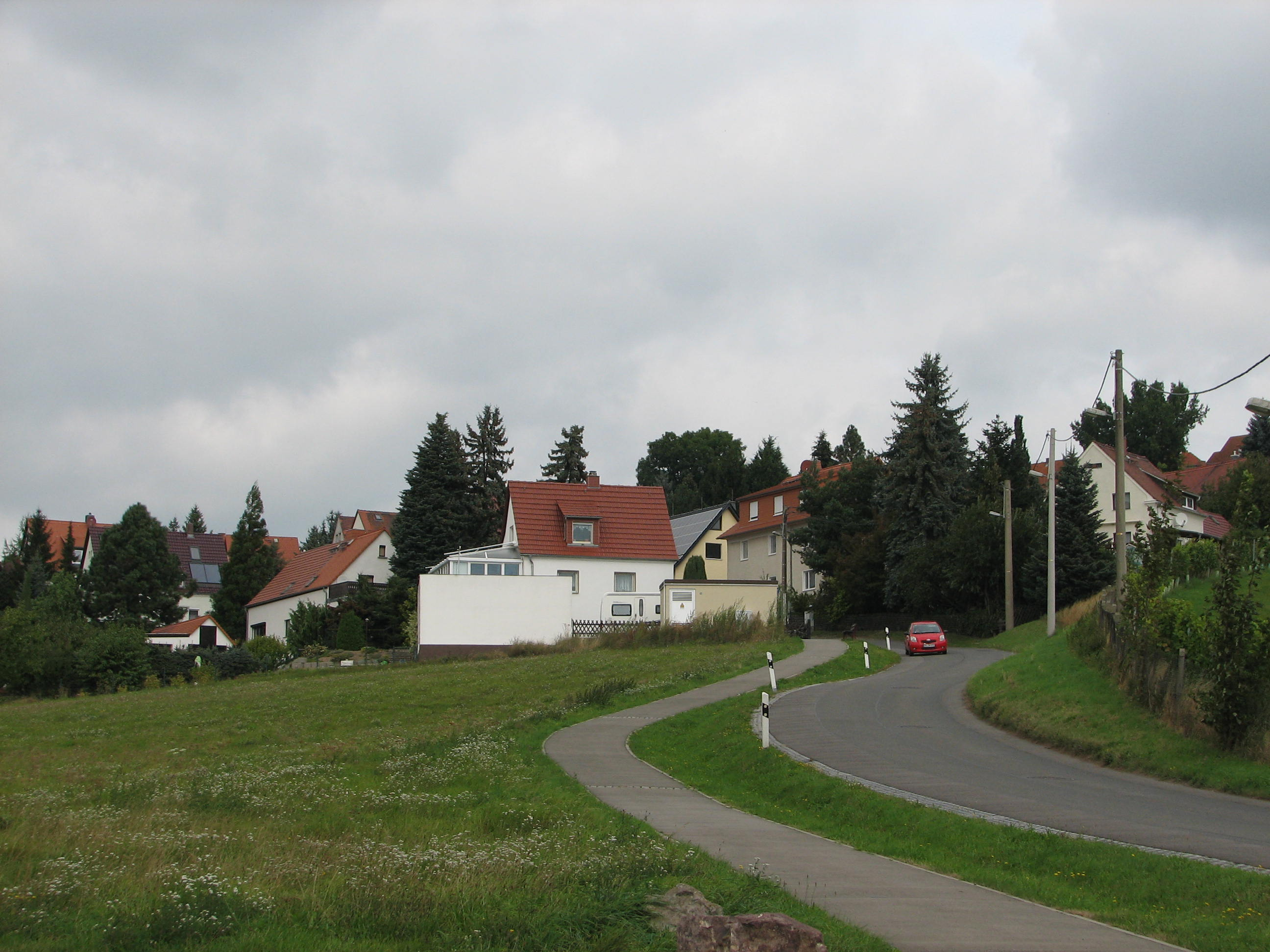
Einige Häuser Kohlsdorfs

Der Freitaler Stadtteil Wurgwitz setzt sich aus drei Gemarkungen zusammen. Niederhermsdorf bildet den Südwesten des Stadtteils und ist vor allem in Richtung Kleinopitz von weitläufigen Acker- und Weideflächen geprägt. Die Gemarkung Wurgwitz erstreckt sich im Wesentlichen über den Hang links der Wiederitz und rechts des Hammerbachs, wobei der südliche Gemarkungsteil recht dicht bebaut ist. Im Norden herrschen wieder Gras- und Weideflächen vor. Kohlsdorf als dritter Teilort befindet sich östlich von Wurgwitz und ist am dünnsten besiedelt. Nur entlang der Pennricher Straße und der Hohen Straße befinden sich dichter gesetzte Wohngebäude, die in den 1930er Jahren errichtet wurden. Teil von Kohlsdorf ist auch das Gut Hammer, die wenigen Häuser dort werden daher auch als „Hammersiedlung“ bzw. „Hammer-Wurgwitz“ bezeichnet. Am Bachlauf der Wiederitz wird zwischen Niederhermsdorf und Kesselsdorf die wüste Siedlung Bulsitz vermutet.
Die Umgebung ist recht dicht besiedelt, sodass die Orte zum Teil ineinander übergehen, etwa das südöstlich liegende Zauckerode, ebenfalls ein Freitaler Stadtteil. An der Grenze zwischen beiden Orten entstand in den 1990er Jahren eine Neubausiedlung, die seitdem keine landschaftlich erkennbare Abgrenzung zwischen den Dörfern mehr erkennen lässt. Auch entlang der Kesselsdorfer/Wilsdruffer Straße gehen die bebauten Flächen nahtlos ineinander über. Weniger deutlich ist dies bei den gering voneinander entfernten Orten Niederhermsdorf und Oberhermsdorf, westlich davon.
Wurgwitz grenzt an die Wilsdruffer Ortsteile Kesselsdorf im Nordwesten und Kleinopitz im Südwesten. Während nach Kesselsdorf eine Staatsstraße führt, ist Kleinopitz wie auch der südlich gelegene Stadtteil Saalhausen von Wurgwitz aus für Motorfahrzeuge nicht erreichbar. Östlich schließt sich Pesterwitz an die Gemarkung Kohlsdorf an, zwischen beiden Orten baut das Gut Pesterwitz auf Kohlsdorfer Flur seit den 1980er Jahren wieder Wein an. Das im Nordosten gelegene Altfranken gehört wie Pennrich und Zöllmen bereits zu Dresden.

## Geschichte

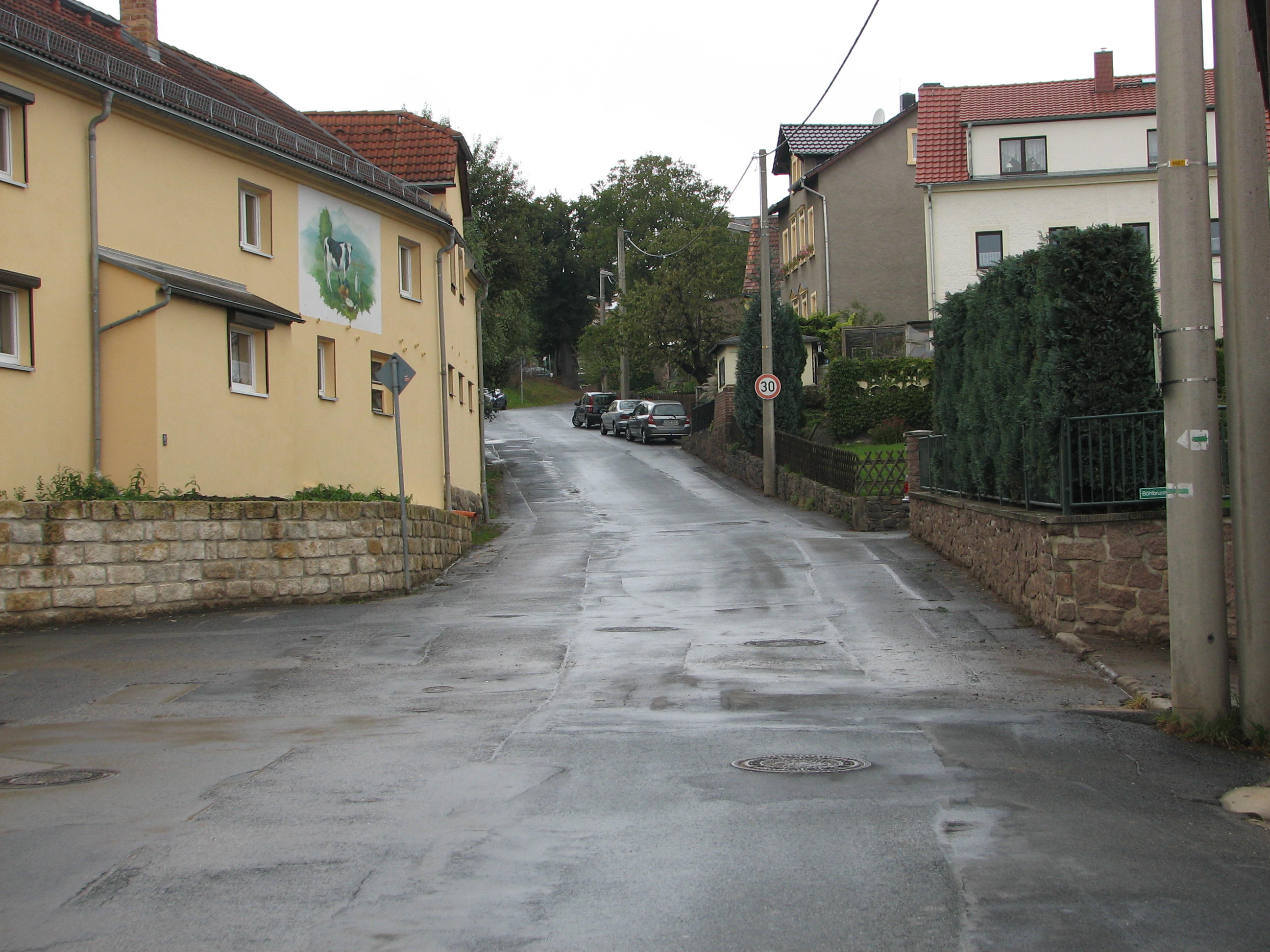
Der alte Ortskern von Wurgwitz, die heutige Zöllmener Straße

### Ersterwähnung, Spätmittelalter und Frühe Neuzeit
Zum Ende des 12. Jahrhunderts weitete sich der deutsche Einfluss in den durch Slawen besiedelten Gebieten immer weiter aus. Der Dohnaische Burggraf Heinrich ließ in dieser Zeit die Burg Thorun errichten. Ihre Position ist nicht genau belegt, es wird aber aufgrund von Grabungsbefunden vermutet, dass sich das Kastell auf dem Burgwartsberg bei Pesterwitz befunden haben muss. Das Domkapitel zu Meißen sah in der Errichtung eine Verletzung seines Hoheitsgebietes und ersuchte Papst Innozenz III., den Bau rückgängig zu machen. Zur Schlichtung des Streites wurde der Markgraf des Gaues Nisan, Dietrich der Bedrängte, verpflichtet. Er ordnete eine Grenzbegehung zur Klärung der Streitfrage an, zu der auch die Besitzer der in der Umgebung liegenden Dörfer geladen waren. Unter ihnen wurde „Hermannus de Worganewicz“ erwähnt, der Eigentümer des heutigen Wurgwitz. Überliefert ist sein Name in der 1206 verfassten Abschlussurkunde des Markgrafen, die das Gebiet zwischen der Quelle der Wiederitz (Zuchewidre) und deren Mündung in die Weißeritz (Bistrice) dem Meißner Hochstift zusprach. Die Burg Thorun wurde daraufhin geschleift. Hermann hatte im Auftrag des Meißner Bischofs einen kleinen Landesausbauversuch in westliche Richtung unternommen, wo Nieder- und Oberhermsdorf entstanden (nach ihm benannt); einen umfassenderen Erfolg verhinderten die ebenfalls in der Nähe kolonisierenden Burggrafen von Dohna, die 1206 in ihre Schranken gewiesen wurden. Die Herren von Wurgwitz sind bis 1228 am bischöflichen Hof nachweisbar, ihre Nachfahren noch mindestens bis ins 15. Jahrhundert.
In dem im Hauptstaatsarchiv Dresden befindlichen Dokument werden zudem Dresden, Döhlen, Potschappel und Gompitz erstmals erwähnt. Kohlsdorf wurde erstmals 1450 als „Colostorff“ genannt, Niederhermsdorf tauchte 1381 als „Nydern Hermansdorf“ zum ersten Mal in Schriftdokumenten auf.
In der Zeit von Hermannus de Worganewicz bestand Wurgwitz nur aus wenigen kleinen Häusern und Dreiseitenhöfen, die sich entlang der heutigen Zöllmener Straße, dem Wiesenweg und der Straße Am Weinberg im Stile eines Gassendorfes reihten. Die Lage am Hang ermöglichte einen guten Überblick über das im Süden liegende Döhlener Becken, was aus strategischen Überlegungen von Vorteil war. Die Wortendung -ovici bedeutet im Slawischen „Siedlung der Leute“ oder „Dorf der Sippe“. Der wahrscheinliche slawische Ortsname Vrganovici stammt daher wohl von der Siedlung der Leute eines Vrogan.

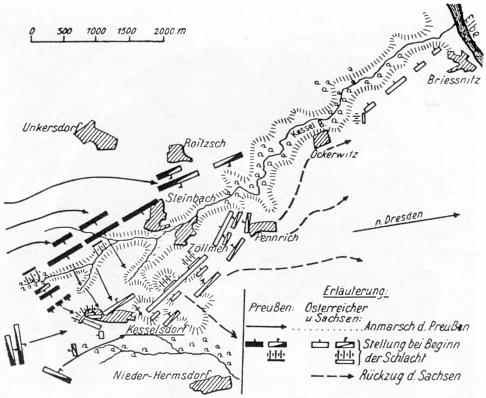
Karte der Schlacht von Kesselsdorf; am unteren Rand Niederhermsdorf

Für das Jahr 1303 ist die Nennung von „Wrganewytz“ überliefert, 1308 die von „Wrganuwicz“. „Worgenwicz“ bzw. „Worgenewicz“ sind in Urkunden von 1378 erwähnt. Mitte des 15. Jahrhunderts tauchte „Worgewicz“, später auch „Wurgenwicz“ als Ortsname auf. Aus dem Jahr 1539 wurde „Wurgewitz“ überliefert, 1547 wurde das Dorf auch „Worgitz“ genannt. Zu dieser Zeit gab es im Ort 15 Inwohner und 13 „besessene Mann“, die 6½ Hufen Land bewirtschafteten.
Am Eingang zum Rittergut Wurgwitz wurde 1625 anlässlich des 100. Jahrestages des Augsburger Religionsfriedens eine Sommerlinde gepflanzt. Sie steht noch direkt an der Zöllmener Straße und ist als Naturdenkmal geschützt. In einer Urkunde von 1645 wurden 16 abgabenpflichtige Wurgwitzer namentlich aufgeführt. Während der Pestwelle starben 1680 in Kesselsdorf und Wurgwitz 36 Menschen. Im Dezember 1745 unterlag ein Heer aus Österreichern und Sachsen der preußischen Armee in der Schlacht bei Kesselsdorf nur wenige Kilometer vom Dorf entfernt. Nach dem Ende des Siebenjährigen Krieges (1756–1763), der finanzielle Auswirkungen auf Wurgwitz hatte, lebten neun besessene Mann und fünf Häusler im Ort, sie bestellten acht Hufen Land zu je 13 Scheffel. Ebenfalls erwähnt wurden je fünf „wüste“ besessene Mann und Häusler. Bereits zu Beginn des 17. Jahrhunderts erwarb Christian Gottlieb Brendel das Wurgwitzer Rittergut mit der Gerichtsbarkeit über den Ort. Während des Deutschen Krieges waren 1866 preußische Soldaten in Wurgwitz stationiert.

### Wurgwitz im Zeichen des Steinkohlenbergbaus
Der genaue Beginn der Steinkohlengewinnung im Döhlener Becken ist nicht belegt. Es wird davon ausgegangen, dass bereits im 12. Jahrhundert vereinzelte Förderung von Steinkohle durch die zu dieser Zeit in der Region ansässigen Bauern erfolgte. An der Weißeritz erhielt Hans Biener vom sächsischen Herzog Moritz 1542 das dokumentierte Abbauprivileg auf Steinkohle. Über die Entdeckung der Steinkohle im Döhlener Becken erzählt eine Sage von einem Hirten, der im 15. oder Anfang des 16. Jahrhunderts bei Kohlsdorf Steine zum Schutz vor Wind aufgeschichtet haben soll:

„Ein Hirt machte sich an einem rauhen Herbsttage auf dem Felde bei dem Dorf Kohlsdorf Feuer an, um sich zu erwärmen. Der Wind löschte das Feuer immer wieder aus. Er suchte eine Menge Steine zusammen um eine Schutzmauer gegen den Wind zu errichten. Unter den Steinen befanden sich viele Schwarze, die das Pferd mit dem Hufe herausgescharrt hatte. Mit Schrecken bemerkte er, daß die schwarzen Steine der Mauer in Brand gerieten. So entdeckte man die Steinkohle.“

Begünstigt durch die Hanglage von Wurgwitz konnten hin und wieder die parallel zur Oberfläche laufenden Kohlenflöze zutage treten. Von daher ist es wahrscheinlich, dass die Wurgwitzer Bauern schon früher mit einfachen Mitteln „horizontal“ Steinkohle abbauten. Für 1574 ist der Steinkohlenbergbau in Kohlsdorf durch Gutsbesitzer Georg Brendel überliefert. In Wurgwitz fanden die ersten Abteufungen von Steinkohlenschächten im 17. und 18. Jahrhundert statt. Standort dieser ersten Förderungen war das Gebiet um den ehemaligen Wurgwitzer Kleinbahnhof. Die Steinkohle wurde schnell Grundlage für viele Handwerksbetriebe, ab 1736 wurde sie als Feuerungsmaterial auch im sächsischen Silberbergbau eingesetzt. Der Bedarf an Kohle stieg weiter und überschritt die Kapazität der bisher rund dreißig kleinen Schächte, die sich 1785 zwischen Kohlsdorf und dem Burgwartsberg erstreckten. Zwischen der heutigen Zöllmener und der Kesselsdorfer Straße gab es eine Reihe weiterer Schachtanlagen, die zu den „Brendelschen Abbaufeldern“ zählten. So kam es 1786 zur Eröffnung eines Steinkohlenschachtes in Niederhermsdorf. Von 1800 bis 1842 wurde der Tiefe Weißeritzstolln zur Grubenentwässerung angelegt. Mit dem 1817 begonnenen und 1837 fertiggestellten Tiefen Elbstolln konnte auch das Wasser von tieferen Schächten abgeleitet werden.
Der Bergbau in der Wurgwitzer Gegend führte auch zur Verkehrserschließung. So wurde 1821 die heutige Kesselsdorfer Straße chausseeartig ausgebaut und als Kohlenstraße benutzt, um die Steinkohle aus dem Freitaler Revier in Richtung Freiberg zu transportieren. Die Ausbaumaßnahme war Teil eines umfassenden Straßenbauprogramms zur Erschließung des Landes. Am 1. Dezember 1856 ging die normalspurige Niederhermsdorfer Kohlezweigbahn vom Bahnhof Potschappel bis zum Albertschacht in Betrieb. Die Einweihung der Schmalspurbahn Freital-Potschappel–Nossen folgte am 1. Oktober 1886. Sie nutzte zwischen Potschappel und Wurgwitz das Gleis der Kohlezweigbahn mit (Dreischienengleis). Die Schmalspurstrecke diente auch der Personenbeförderung. Die Brücke Wurgwitz über die Kesselsdorfer Straße war die erste in Trestle-Bauweise errichtete in Europa.
Um 1840 gab es im Kohlsdorfer Revier zehn Schächte, in denen etwa 100 Bergleute beschäftigt waren. Diese Anlagen waren nur maximal 66 Meter tief und dienten zum Abbau von Kohlenflözen von vier bis zwölf Meter Mächtigkeit. Im Jahr 1843 kaufte Carl Friedrich August Freiherr Dathe von Burgk das Gut Kohlsdorf, dessen Abbaufelder nun von den Freiherrlich von Burgker Steinkohlen- und Eisenhüttenwerken betrieben wurden. Die Produktion wurde schnell heruntergefahren, obwohl noch Kohle hätte abgebaut werden können. Im Jahr 1862 waren alle Steinkohlenschächte mit Ausnahme des Gotthardschachtes geschlossen. Eine Wiederbelebung des Steinkohlenbergbaus in Kohlsdorf nach 1945 wurde nach Voruntersuchungen aufgegeben.
Die Schächte zwischen Kesselsdorfer und Zöllmener Straße wurden vom 1820 gegründeten Brendelschen Steinkohlenwerk betrieben. Die größte der dortigen Schachtanlagen war der Albertschacht, von 1835 bis 1922 in Betrieb, auf dem Gebiet des heutigen Holzhandels. An das Bergwerk, das bis auf 204 Meter abgeteuft wurde, erinnern ein Straßenname auf dem Gelände und die Wurgwitzer Grundschule, die sich 2004 den Namen Am Albertschacht gab. Der letzte Hunt fuhr am 31. Oktober 1922 aus dem Albertschacht aus. Nach dem Ende des Bergbaus an dieser Stelle wurden 1922/1923 die meisten Gebäude abgerissen, lediglich das alte Maschinenhaus ist noch erhalten. Am Lichtloch 21 des Tiefen Weißeritz-Stollns baute man noch bis 1952 Kohle ab. Das Lichtloch wurde 1841 hergestellt, um die Bewetterung des Albertschachtes zu verbessern. Ab 1935 gab es dort einen hölzernen Förderturm, der nach Einstellung des Abbaus abgebrochen wurde.

### Kaiserreich und Weimarer Republik
| Jahr | Einwohner |
| ---- | --------- |
| 1828 | 0150      |
| 1834 | 0192      |
| 1840 | 0203      |
| 1867 | 0323      |
| 1871 | 0389      |
| 1880 | 0452      |
| 1890 | 0550      |
| 1910 | 1056      |
| 1921 | 1026      |
| 1925 | 2065      |
| 1928 | 2242      |
| 1933 | 2367      |
| 1939 | 2751      |
| 1946 | 2885      |
| 1950 | 2966      |
| 1964 | 2569      |
| 1990 | 1770      |
| 2000 | 2417      |
| 2010 | 2462      |
| 2015 | 2578      |
| 2017 | 2495      |

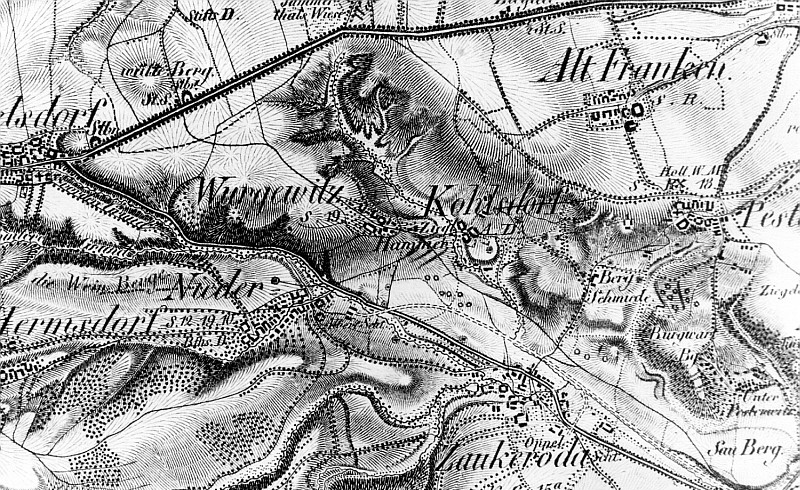
Wurgewitz auf einer Karte von 1821

Im Jahr 1889 eröffnete die erste Postagentur in Niederhermsdorf, zuvor gab es seit dem 1. April 1888 eine Posthilfsstelle. Erste Wasserleitungen gab es in Niederhermsdorf seit 1898. Am 15. Juli 1908 wurde die neue Schule in Wurgwitz eingeweiht, da die 1873 erbaute erste Wurgwitzer Schule wegen des Bevölkerungsanstiegs in ihrer Kapazität nicht mehr ausreichte. Während des Ersten Weltkrieges verloren 56 Wurgwitzer und Niederhermsdorfer ihr Leben. Zu ihrem Andenken wurde 1934 von Arbeitslosen ein noch heute existierendes Denkmal errichtet, das nach dem Zweiten Weltkrieg zum „Ehrenmal an die Opfer von Krieg und Gewaltherrschaft“ umgeweiht wurde.
Am Ende des Ersten Weltkrieges war ein Großteil der Kommunen finanziell stark geschwächt. Um die Wirtschaft wieder in Gang zu bringen, waren leistungsfähigere Gemeinden erforderlich. Zuerst war ein Zusammenschluss von Wurgwitz und Niederhermsdorf mit Zauckerode und Saalhausen angedacht. Mit Zauckerode und Saalhausen konnte sich aber nicht geeinigt werden, und so schlossen sich am 7. Juli 1921 nur die zwei Gemeinden Niederhermsdorf und Wurgwitz zusammen. Die Gemeindeverwaltungen favorisierten zunächst „Kohlsdorf“ als Namen für die neue Gemeinde, doch das Innenministerium kritisierte den Vorschlag mit Verweis auf den bereits häufig existierenden Ortsnamen Kohlsdorf und die historische Bedeutung und Einmaligkeit des Namens Wurgwitz. Als Alternative wurde daher der Name der eigentlich im Vergleich zu Niederhermsdorf kleineren Gemeinde Wurgwitz übernommen. Mit dem politischen Zusammenschluss der Orte vereinigten sich zugleich auch die Feuerwehr-, Ortsarmen-, Standesamts- und Schulbezirke. Zunächst wurden die Gemeinderäte beider Orte zusammengelegt, bis Ende 1921 kam es zur Neuwahl eines zwölfköpfigen Gemeinderates. Den früheren Wurgwitzer Gemeindevorsteher Walther Zwingenberger bestimmte das neue Ortsgesetz zum ersten Vorsteher der vereinigten Gemeinde. Er war noch bis Mitte 1945 Bürgermeister.
Als Standort für das neue Rathaus der Gemeinde wählte man ein freies Feld zwischen der Neuen Schule und den restlichen Wohngebäuden der Pesterwitzer Straße. Hier wurde 1925 für etwa 100.000 Reichsmark das vom Dresdner Architekten Alfred Grummt geplante Gebäude errichtet. Der Bergbau und die Expansion der Industrie im Döhlener Becken wirkten sich auch auf die umliegenden Dörfer aus. Es entstanden Siedlungen von Arbeiterwohnhäusern, etwa entlang der Pesterwitzer und 1930 der Rudolf-Breitscheid-Straße und 1936 am Kohlsdorfer Hang des Hammerbaches. Damit einhergehend fand die sozialdemokratische Kultur Eingang in das Dorfleben, Arbeitervereine wie „Vereinigten Turner und Sänger Wurgwitz“ und die 1922 gegründete heutige SG Wurgwitz entstanden. Wenige hundert Meter südwestlich des Rathauses bauten die Mitglieder des Turn- und Sängervereins Wurgwitz 1928 eine Sporthalle, das heutige Alfred-Damm-Heim.
Von 2065 Einwohnern im Jahr 1925 waren 1682 evangelisch-lutherisch, 24 katholisch sowie 359 anderer oder keiner Konfession.

### Nationalsozialismus und DDR-Zeit
Am 19. Mai 1933 fand die erste Sitzung des Wurgwitzer Gemeinderates unter Leitung der Nationalsozialisten statt. In der Folge wurden unter anderem 1935 das Sportgelände und Vereinseigentum enteignet, die weitere Nutzung zu diesem Zweck wurde untersagt. Auf der Kleinbahnbrücke über die Kesselsdorfer Straße ereignete sich 1935 ein Eisenbahnunglück: ein Güterzug brach auf der Brücke ein und verkeilte sich. Es gab keine Schwerverletzten. Im Zweiten Weltkrieg von 1939 bis 1945 fielen etwa 170 Männer aus Wurgwitz, eine genaue Zahl der Getöteten konnte jedoch nie ermittelt werden. Im April kam beim Absturz eines getroffenen Flugzeuges der Pilot in Niederhermsdorf um. Am 8. Mai 1945 erreichten die ersten Soldaten der Roten Armee Wurgwitz. Der vorausgegangenen Aufforderung, vor den sowjetischen Truppen zu fliehen, kam kaum jemand nach. Die Einnahme des Ortes verlief ohne Zwischenfälle.
Bürgermeister von Wurgwitz nach 1945 waren (chronologisch; Amtszeit in Klammern, falls bekannt):
- Herr Nagel
- Herr Bock
- Hans Henker
- Walter Daehn (1959–1972), später Bürgermeister von Freital
- Karl-Heinz Hofmann (1972–1973)

In der DDR folgte die Umgestaltung der Wurgwitzer Landwirtschaft nach dem Prinzip der sozialistischen Landwirtschaft. Die Grundbesitzer wurden vertrieben, so musste 1953 Rittergutsbesitzer Winkler in den Westen fliehen. Die landwirtschaftlichen Flächen wurden verstaatlicht und am 10. Juli 1954 zur LPG Typ III „8. März“ vereinigt. Im Jahr 1960 erfolgte die Gründung zweier LPG Typ I aus den verbliebenen Privatbetrieben der Landwirtschaft. Sie wurden bis 1967 in die LPG „8. März“ überführt.
Im Sportbereich wurde dem Sportverein wieder die Nutzung der Halle ermöglicht, wenngleich diese Eigentum der Gemeinde Wurgwitz blieb. Unter der Trägerschaft der Deutschen Reichsbahn nahm die BSG Lokomotive Wurgwitz ab 1962 unter diesem Namen an regionalen Wettkämpfen in den Sportarten Fußball, Turnen, Handball und Billard teil. Im Jahr 1979 errichteten Anwohner in Eigeninitiative einen Skilift am Hang entlang der heutigen Oberhermsdorfer Straße. Noch im selben Winter war er einsatzbereit und wurde fortan von der Ski-Abteilung der BSG betrieben.
Aufgrund der zunehmenden Motorisierung des Güter- und Personenverkehrs fuhr am 27. Mai 1972 nach 86 Betriebsjahren der letzte Zug auf der Schmalspurstrecke von Wilsdruff nach Potschappel. Der flexiblere Omnibusverkehr hatte den Schienenverkehr überflüssig gemacht. Erste Bestrebungen zu einer Buslinie von Dresden über Kesselsdorf und Wurgwitz nach Oberhermsdorf hatte es bereits Ende der 1920er Jahre gegeben. Das Bahnhofsgebäude an der Schmalspurbahnstrecke nutzt seit der Stilllegung die Freiwillige Feuerwehr Wurgwitz als Feuerwehrhaus. Nach ehrenamtlichem Umbau zog die Feuerwehr 1974 von der Rudolf-Breitscheid-Straße (1960 erbautes Feuerwehrhaus) dorthin.
Am 3. September 1973 beschloss die Freitaler Stadtverordnetenversammlung den „Zusammenschluß der Gemeinden Wurgwitz und Kleinnaundorf mit der Kreisstadt Freital“, gegen den Entscheid des Wurgwitzer Gemeinderates. Die Eingliederung wurde am 1. Januar 1974 vollzogen. Letzter Bürgermeister von Wurgwitz war Karl-Heinz Hofmann, der seit 1968 im Amt war.

### Wende und Zeit in der Bundesrepublik

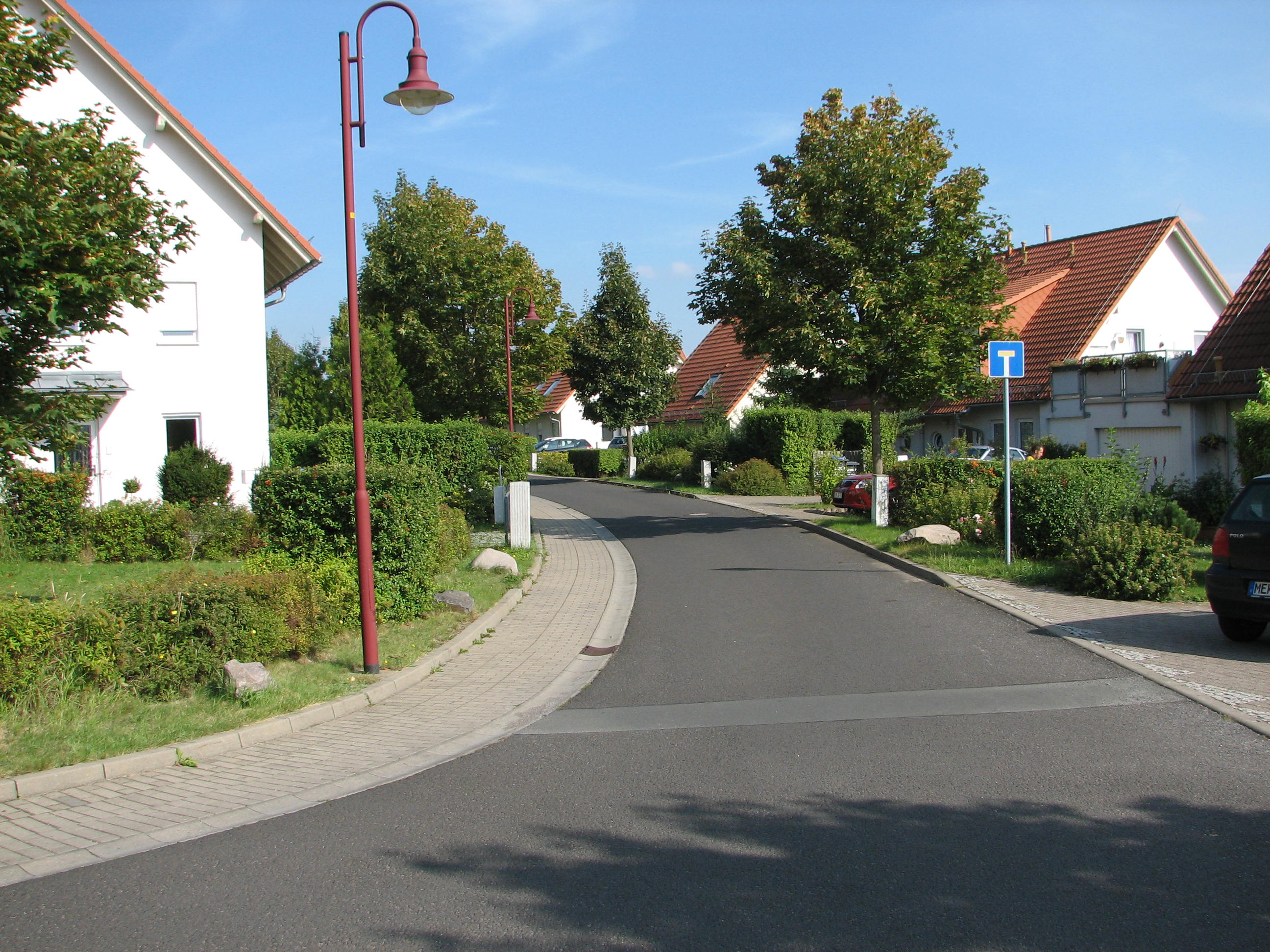
Wohngebiet „Am Weinberg“

Im März 1990 strebte die neu gegründete „Bürgerinitiative Wurgwitz“ eine Loslösung von Freital und eine wieder eigenständige Gemeinde Wurgwitz an, die jedoch an dem schnellen politischen Wandel bis zur Auflösung der DDR am 3. Oktober 1990 scheiterte. Die Bürgerinitiative nahm 1994 an der Wahl zum Freitaler Stadtrat teil und konnte dort 3,3 % der Stimmen und damit einen Sitz im Stadtrat erreichen. Ab 1992 entstanden in Wurgwitz mehrere neue Wohngebiete, darunter die Mehrfamilienhaus-Siedlungen „Am Sonnenhang“ und „Am Weinberg“. Nachdem eine Ortschaftsverfassung in Freital eingeführt wurde, bekam Wurgwitz als erster Stadtteil 1994 einen eigenen Ortschaftsrat, dem Horst Wagner vorstand. Es siedelten sich neue Unternehmen wie das Ehl-Werk oder das Solar-Park-Hotel an.
In den Jahren von 1999 bis 2001 wurde auf der ehemaligen Schmalspurstrecke der Radwanderweg „Edgar-Rudolph-Weg“ von der Carl-Thieme-Straße in Potschappel bis zum alten Kesselsdorfer Bahnhof gebaut. Von 2002 bis 2006 wurde die Kesselsdorfer Straße grundhaft ausgebaut und am Stadtrand im Zuge der Einrichtung eines leistungsfähigen Autobahnzubringers für Freital nach Norden verlegt.
Der alte Sportplatz von 1926, der zum Großteil noch auf dem baulichen Stand der 1960er Jahre war, bekam in den Jahren 2005 und 2006 einen neuen Kunstrasenplatz und ein Kleinfeld mit Flutlicht sowie Plätze für Beachvolleyball. Im Jahr 2006 feierten die Wurgwitzer das 800. Jubiläum der Ersterwähnung mit einem großen Umzug, Ausstellungen und Veranstaltungen.

### Verwaltungsgeschichte
Im 14. Jahrhundert unterstand das Dorf bereits der Burg (Castrum) Dresden. Anschließend war Wurgwitz jahrhundertelang dem kurfürstlichen Amt Dresden zugehörig. Grundherr war im 16. Jahrhundert das Rittergut Niederjahna (gehört zur Gemeinde Diera-Zehren, Landkreis Meißen). Anfang des 17. Jahrhunderts ging die Grundherrschaft an die Herren zu Schieritz. Zum Ende dieses Jahrhunderts war dann das Rittergut Klingenberg Grundherr über Wurgwitz.
Kirchlich war und ist Wurgwitz zu Kesselsdorf gehörig. Die Wurgwitzer waren dem Pfarrer der St. Katharinenkirche zu Kesselsdorf zum Zehnt Abgaben schuldig. Mitte des 16. Jahrhunderts waren auch die Dörfer Niederhermsdorf, Oberhermsdorf, Kleinopitz, Braunsdorf und Kohlsdorf nach Kesselsdorf eingepfarrt. Auch schulisch gehörten Niederhermsdorf und Wurgwitz lange Zeit zu Kesselsdorf. Niederhermsdorf löste sich 1834 mit einem eigenen Schulgebäude, im Schulbezirk Wurgwitz (mit Kohlsdorf) entstand 1873 das erste Schulhaus.
Durch das Bündnis mit Napoleon wurde Sachsen 1806 zum Königreich erhoben. Die feudalen Strukturen blieben noch bis zur Einführung der Sächsischen Landgemeindeordnung von 1838 bestehen. Sie gestand den sächsischen Gemeinden das Selbstverwaltungsrecht zu. Aus diesem Grund wurde in Wurgwitz der erste Gemeindevorstand eingesetzt. Erster Gemeindevorsteher war für zwei Jahre ein Herr Demnitz. Auf ihn folgten 1840–1850 Herr Ludwig, 1850–1856 Karl Heide und 1856–1868 Friedrich August Müller.
Das Amt Dresden gab einen Großteil seiner Zuständigkeiten 1856 an das Gerichtsamt Döhlen ab. Diese Behörde wurde im Jahr 1875 zugunsten der Amtshauptmannschaft Dresden aufgelöst, die zwischen 1880 und 1924 in zwei Teile links und rechts der Elbe geteilt war. Im Dritten Reich wurde die Amtshauptmannschaft dann reichseinheitlich „Landkreis Dresden“ genannt. In der DDR kam Wurgwitz als eigenständige Gemeinde zum in der Kreisreform 1952 gebildeten Kreis Freital im Bezirk Dresden. Diesem Kreis gehörte das selbstständige Wurgwitz bis zur Eingemeindung nach Freital am 1. Januar 1974 an.
Als Teil von Freital wurde Wurgwitz nach der Wende zunächst Teil des mit dem Kreis Freital territorial identischen Landkreises Freital im wiedergegründeten Freistaat Sachsen. Durch die Kreisreform 1994 wurde die Stadt dem Weißeritzkreis zugeordnet, der mit der Kreisreform 2008 in den Landkreis Sächsische Schweiz-Osterzgebirge überging.

## Ortschaftsrat
Der Ortschaftsrat Wurgwitz wurde erstmals bei der sächsischen Kommunalwahl am 12. Juni 1994 gewählt. Erneute Wahlen fanden 1999, 2004, 2009 und 2014 statt. Gemäß der Hauptsatzung der Stadt Freital gehören dem Wurgwitzer Ortschaftsrat acht Ortschaftsräte an. Seit der Kommunalwahl am 25. Mai 2014 hält die Bürgerinitiative Wurgwitz alle acht Sitze. Ortsvorsteherin ist Jutta Ebert, stellvertretender Ortsvorsteher ist Mike Meinig. Zuvor waren schon Peter Kretzschmar und Horst Wagner Ortsvorsteher.
Tagungsort des Ortschaftsrates ist der ehemalige Gasthof Wurgwitz an der Zöllmener Straße 21.
Die ersten Wahlen zu Ortschaftsräten fanden bei den Kommunalwahlen am 12. Juni 1994 statt. In Freital wurde der Ortschaftsrat Wurgwitz gewählt. Hier erhielt die Bürgerinitiative Wurgwitz alle 8 Mandate, da sie 99 % der Stimmen erreichte. Ein Eigenbewerber erreichte 1 % der Stimmen. Es gingen 68,7 % der Stimmberechtigten zur Wahl.
Bei der zweiten Ortschaftsratswahl am 13. Juni 1999 erreichte die Bürgerinitiative 71 % der gültigen Stimmen und damit 6 Mandate. Die erstmals angetretene CDU kam auf 29 % und erhielt 2 Mandate. Die Wahlbeteiligung lag bei 53,5 % und damit deutlich unter dem Wert der ersten Ortschaftsratswahl.
Am 13. Juni 2004 wurde der dritte Wurgwitzer Ortschaftsrat gewählt. Die Bürgerinitiative Wurgwitz erhielt 79,2 % der Stimmen, 7 Mandate und konnte sich damit im Vergleich zur letzten Wahl steigern. Die CDU erhielt 20,8 % der Gesamtstimmen und damit einen Sitz. Die Wahlbeteiligung betrug 51,4 %.
Mit 89,8 % der Stimmen ging die Bürgerinitiative Wurgwitz als deutlicher Sieger aus der Wahl am 7. Juni 2009 hervor. Sie erhielt alle 8 Sitze im Ortschaftsrat. Es waren außerdem die FDP (5,9 %) und die SPD (4,3 %) angetreten. Von 2061 Stimmberechtigten gingen 49,3 % wählen.
In Wurgwitz setzte sich die Bürgerinitiative bei der Wahl am 25. Mai 2014 mit 91 % gegen die SPD durch, die 9 % der Stimmen erhielt. Damit stellt die Bürgerinitiative für weitere fünf Jahre alle acht Sitze im Ortschaftsrat. Die Wahlbeteiligung lag mit 53 % etwas höher als 2009.
Am 26. Mai 2019, bei der darauffolgenden Wahl, erreichte die BIW zum dritten Mal in Folge, mit ihrem besten Ergebnis, alle Sitze im Rat. Ein halbes Prozent der Stimmen ging an sonstige Bewerber. Die Wahlbeteiligung lag bei 68,7 % und damit am niedrigsten im Vergleich zu den Wahlen in den anderen Ortschaften, aber deutlich höher als noch 2014.
In Wurgwitz sicherte sich 2024 wie schon bei den vorangegangenen Wahlen die Bürgerinitiative Wurgwitz alle Sitze im Ortschaftsrat bei einer Wahlbeteiligung von 72,2 %.
| Jahr | Wahlbeteiligung | BIW  | CDU  | FDP | SPD | sonstige |
| ---- | --------------- | ---- | ---- | --- | --- | -------- |
| 1994 | 68,7            | 99,0 | –    | –   | –   | 1,0      |
| 1999 | 53,3            | 71,0 | 29,0 | –   | –   | –        |
| 2004 | 51,4            | 79,2 | 20,8 | –   | –   | –        |
| 2009 | 49,3            | 89,8 | –    | 5,9 | 4,3 | –        |
| 2014 | 53,0            | 91,0 | –    | –   | 9,0 | –        |
| 2019 | 68,7            | 99,5 | –    | –   | –   | 0,5      |
| 2024 | 72,2            | 99,6 | –    | –   | –   | 0,4      |

| Jahr | Gesamt | BIW | CDU | FDP | SPD | sonstige |
| ---- | ------ | --- | --- | --- | --- | -------- |
| 1994 | 8      | 8   | –   | –   | –   | 0        |
| 1999 | 8      | 6   | 2   | –   | –   | –        |
| 2004 | 8      | 7   | 1   | –   | –   | –        |
| 2009 | 8      | 8   | –   | 0   | 0   | –        |
| 2014 | 8      | 8   | –   | –   | 0   | –        |
| 2019 | 8      | 8   | –   | –   | –   | 0        |
| 2024 | 8      | 8   | –   | –   | –   | 0        |

## Kultur und Sehenswürdigkeiten

### Kulturdenkmale und Bauwerke

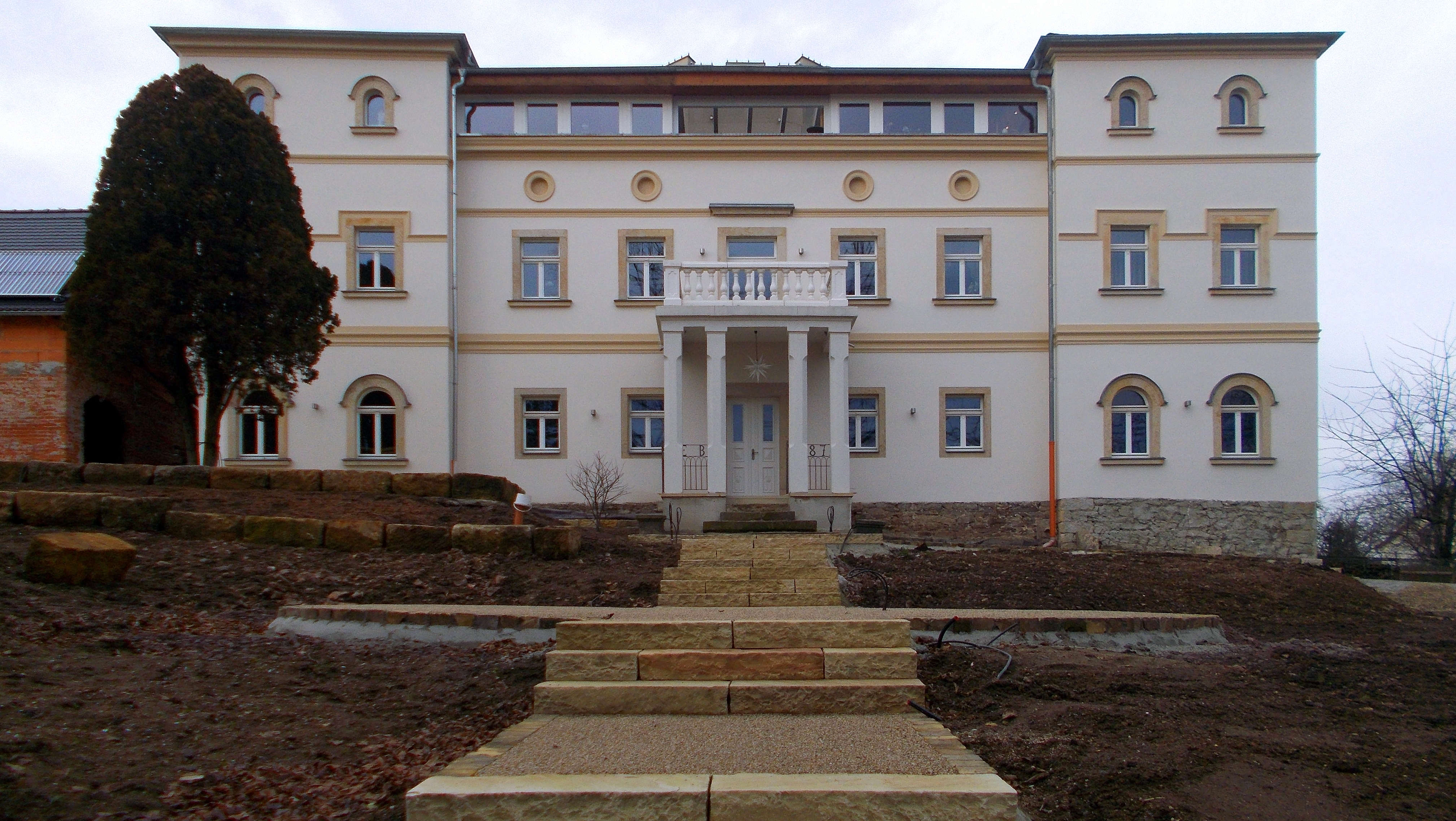
Herrenhaus des Rittergutes
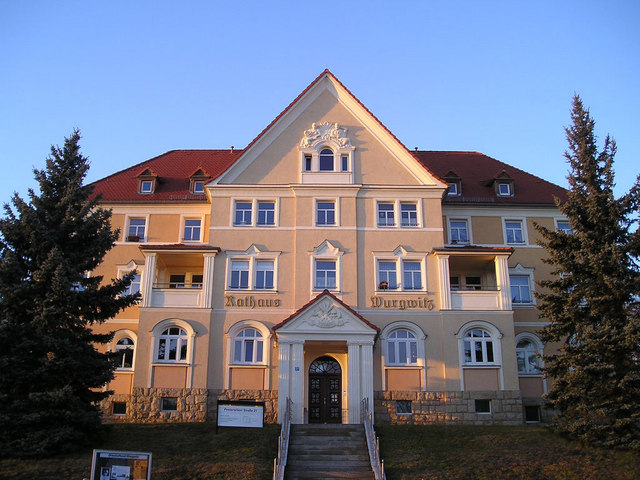
Ehemaliges Wurgwitzer Rathaus
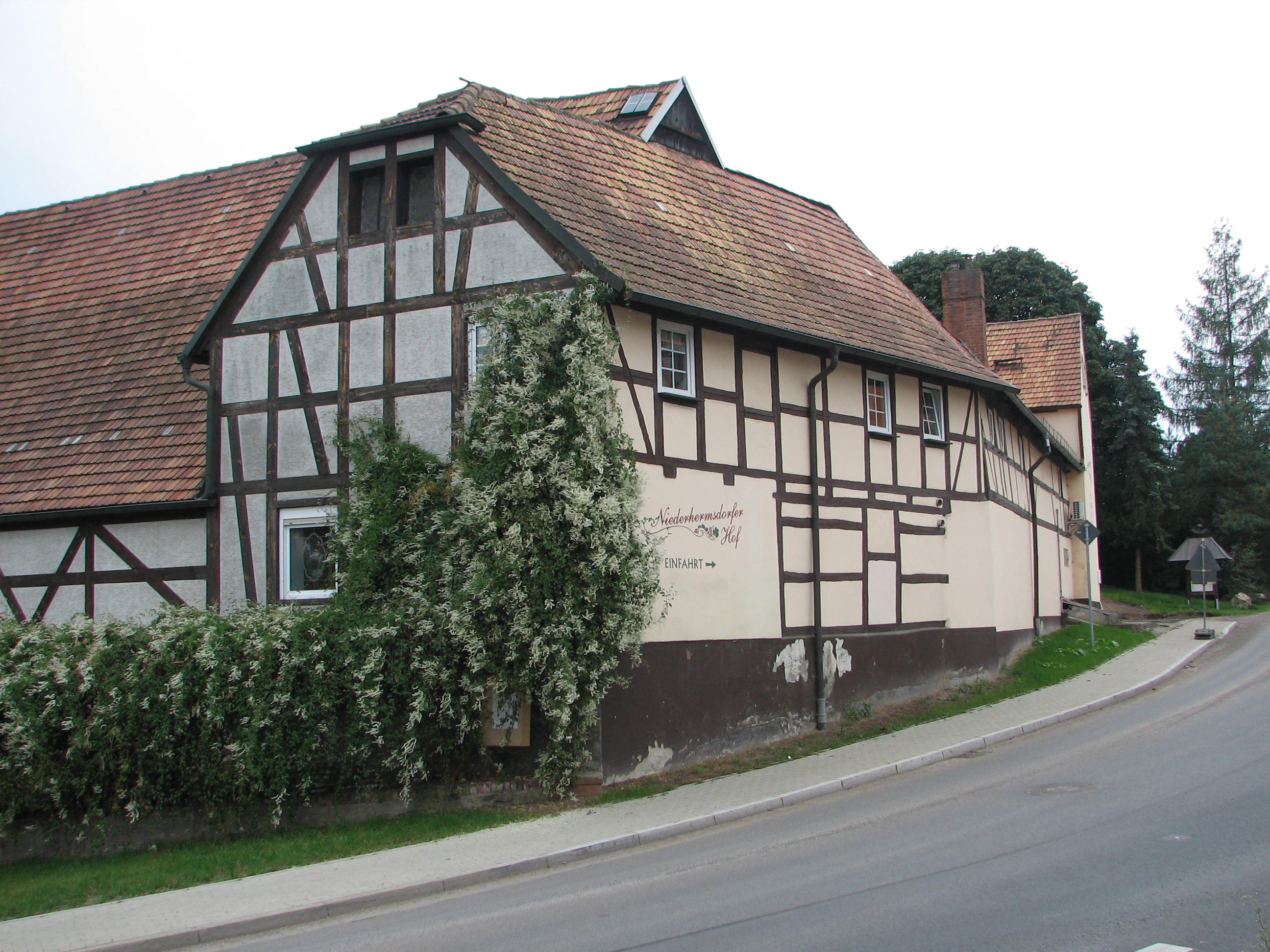
Niederhermsdorfer Hof
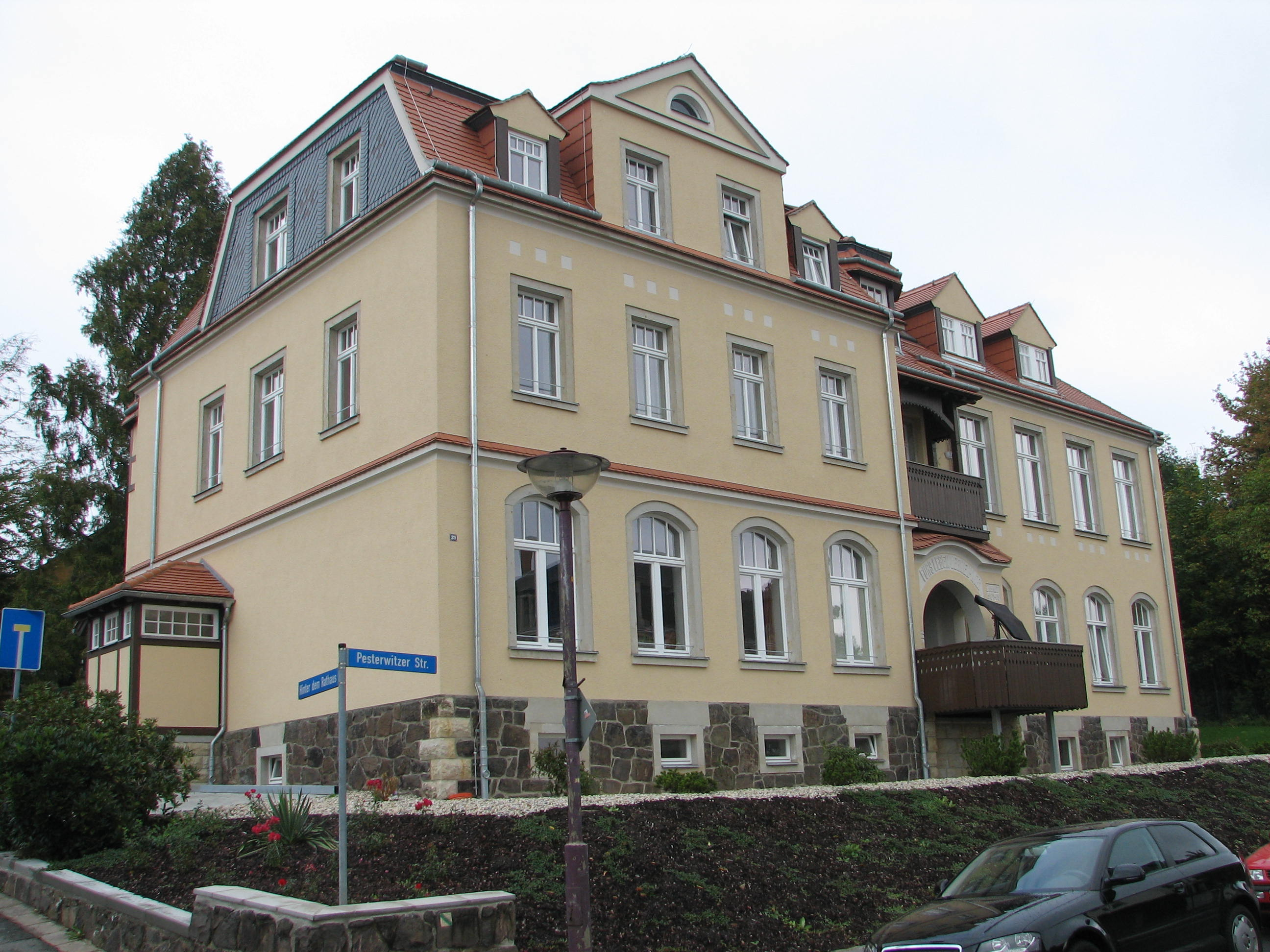
Zweites Schulgebäude Wurgwitz
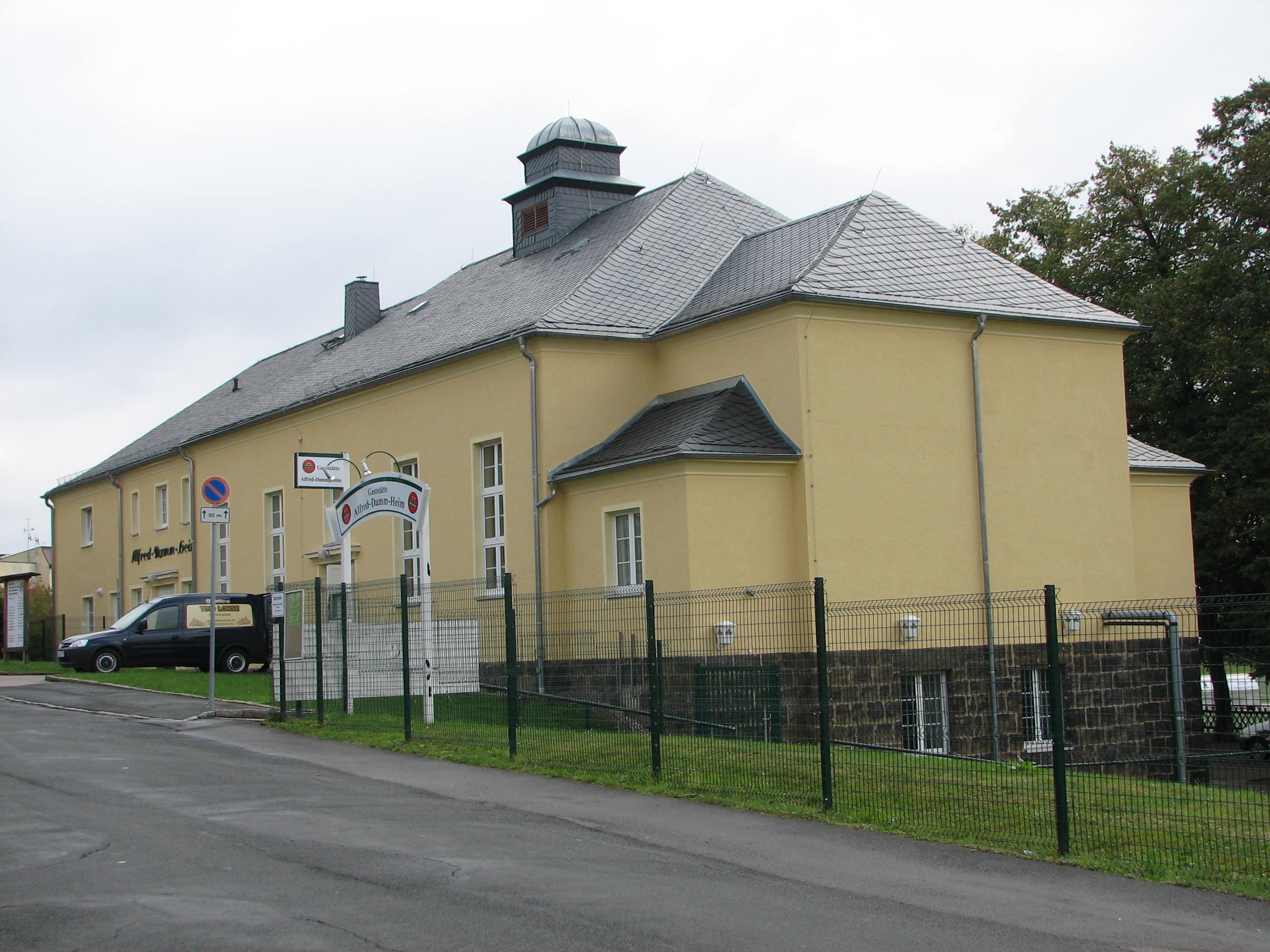
Alfred-Damm-Heim

Das Landesamt für Denkmalpflege Sachsen hat auf Wurgwitzer Gebiet 20 Bauwerke unter Denkmalschutz gestellt. Sie sind in der Liste der Kulturdenkmale in Wurgwitz ersichtlich. Ortsgeschichtlich am bedeutendsten sind das Rittergut Wurgwitz und das frühere Rathaus der Gemeinde sowie das Alfred-Damm-Heim als kultureller Mittelpunkt des Ortes. Außerdem sind drei alte Schulgebäude in Wurgwitz und Niederhermsdorf denkmalgeschützt. Als landwirtschaftlich geprägter Ort finden sich in Wurgwitz häufig Drei- und Vierseithöfe mit in Fachwerkbauweise errichteten Wohnstallhäusern und Scheunen. Einige dieser bäuerlichen Häuser stehen ebenfalls in der Kulturdenkmalliste.
Zum Rittergut gehören einige Nebengebäude, teils mit Fachwerk und das frühere Herrenhaus, oftmals lediglich als „die Villa“ bezeichnet. Es im Stil der Neorenaissance errichtet und hat einen kleinen Turm. Es wird nach und nach für Wohnzwecke renoviert. Der umgebende Garten wird von einer Bruchsteinmauer zur Straße „Am Weinberg“ hin begrenzt. Etwas westlich des Herrenhauses befindet sich eine Scheune, die zukünftig Heimat des Vereins „Wurgwitzer Scheune e. V.“ sein und für Veranstaltungen genutzt werden wird.
Das Wurgwitzer Rathaus war nach der Errichtung 1925 bis 1974 Tagungsort des Wurgwitzer Gemeinderates. Jahrelang war außerdem eine Filiale der Sparkasse in dem Gebäude untergebracht. Nach 1974 war es nicht mehr von der Verwaltung der Stadt Freital in Gebrauch. Um die Jahrtausendwende wurde das alte Rathaus grundlegend renoviert und ist seitdem vornehmlich Wohnhaus. Im Erdgeschoss befindet sich eine Arztpraxis. Der Turm und die an Giebel und Eingang angebrachten Reliefs sind prägend für das Wurgwitzer Ortsbild. Das Rathaus war damals eines der ersten neuen Gebäude an der Pesterwitzer Straße, umgeben ist es vor allem von kleineren Wohnhäusern und den zwei früheren Wurgwitzer Schulgebäuden. In Richtung Niederhermsdorf steht an der linken Seite der Straße das Alfred-Damm-Heim. Der schlichte Bau entstand 1930 zwischen dem 1926 angelegten Sportplatz und der Straße. Er war seitdem Ort für Veranstaltungen kultureller und sportlicher Art und diente bis 1982 auch dem schulischen Sportunterricht. Zwischen 2009 und 2011 erfolgte eine grundlegende Instandsetzung und Erweiterung.
Das letzte Niederhermsdorfer Schulgebäude, die „Alte Schule“ an der Unterstraße, beherbergte über einhundert Jahre lang Schüler des Ortes. Im Jahr 1853 als zweites Schulgebäude der Gemeinde erbaut, erhielt es später durch eine Privatspende den Turm mit Uhr. Nach der Vereinigung von Wurgwitz und Niederhermsdorf teilte es sich die Schüler mit der „Neuen Schule“ in Wurgwitz. Ab 1982 gab es Unterricht für Kinder beider Orte im Plattenbau-Schulgebäude Typ Dresden Atrium an der Straße „Zur Quäne“. Die Alte Schule ist heute in Privathand eines Tischlereibetriebes und teilsaniert. Die Wurgwitzer Schüler waren zuvor in der Neuen Schule untergebracht. Die Gemeinde ließ sie 1908 mit Turm, Uhr, drei Klassenzimmern sowie Wohnungen für Schulleiter und Hausmeister errichten. Am Portal gibt es den eingravierten Schriftzug „Fürs Leben lernen wir“. Das lange leerstehende Gebäude wurde 2010 zum Wohnhaus umgebaut. Die Neue Schule bildete bei ihrem Bau den Ersatz für das erste Wurgwitzer Schulgebäude gegenüber, das 1873 errichtet wurde und ebenfalls denkmalgeschützt ist.
Prägend für den alten Ortskern Niederhermsdorfs ist der Niederhermsdorfer Hof, ein im 18. Jahrhundert erbauter Vierseithof an der Oberhermsdorfer Straße. Die Familie Berger betreibt dort eine Gaststätte mit Pension und Bowlingbahn. Gegenüber befand sich bis 2008 der ehemalige Gasthof Niederhermsdorf aus dem 19. Jahrhundert. Zuletzt war er Standort eines Konsums und Wohnhaus. Beide Gebäude bildeten zusammen mit der umgebenden Wohnbebauung einen geschlossenen Kern des Dorfes. Nach dem Abriss wurde die Oberstraße verbreitert und über das alte Gasthofsgrundstück geführt. Ein weit über das Dorf hinaus bekannter Gasthof war der Gasthof Kohlsdorf an der Ecke Pesterwitzer/Pennricher Straße. Der Gebäudekomplex mit Gaststube, großem Tanzsaal und Wohnungen war bis 1958 in dieser Nutzung und wurde in den Jahren 2017/18 zu Wohnzwecken umgebaut. Er bildet von Pesterwitz kommend den markanten Ortseingang von Wurgwitz und Kohlsdorf.
Die Opfer des Ersten Weltkriegs bildeten den Ausgangspunkt für zwei Gedenkstätten in Wurgwitz und Niederhermsdorf. Am Wurgwitzer Sportplatz bauten Vereinsmitglieder einen kleinen Park und setzten einen Gedenkstein zu Ehren ihrer gefallenen Kameraden. Auf Bestreben der Nationalsozialisten erfolgte 1934 der Bau eines weiteren, größeren Kriegerdenkmals an der Wiederitz. Nach dem Zweiten Weltkrieg wurde es zum Ehrenmal an die Opfer von Krieg und Gewaltherrschaft umgewidmet und 2008 saniert.

### Sport und Veranstaltungen
Der Sportverein „SG Wurgwitz“ mit den Abteilungen Fußball, Volleyball, Tischtennis, Gymnastik, Skisport und Freizeitsport nutzt einen Fußballplatz mit großem und kleinem Kunstrasenfeld und einen Beachvolleyballplatz am Alfred-Damm-Heim sowie die Sporthalle der Grundschule. Im Alfred-Damm-Heim finden neben Sportaktionen des Kindergartens auch Einheiten anderer Vereinssektionen der SG Wurgwitz statt.
Wurgwitz gilt als eine Faschingshochburg in der Region. Jährlich finden zur Faschingszeit Veranstaltungen unter dem Motto „Mit Witz und Radau Wurgwitz helau!“ im Alfred-Damm-Heim und auf dem Festgelände am Sportplatz statt. Dort hat auch das Wurgwitzer Dorffest, das jedes Jahr im Juni oder Juli gefeiert wird, seinen Standpunkt. Zu Weihnachten wird in der „Wurgwitzer Scheune“ ein Weihnachtsmarkt ausgerichtet. Träger der Veranstaltungen sind der Karnevalsverein und der Heimatverein Wurgwitz sowie der Wurgwitzer Scheune e. V.
Als Dachverband der Wurgwitzer Vereine fungiert der Kultur- und Sportbund Wurgwitz, dem SG Wurgwitz sowie Heimat- und Karnevalsverein angehören. Der Kultur- und Sportbund hatte 2007 rund 370 Mitglieder.

## Wirtschaft und Infrastruktur

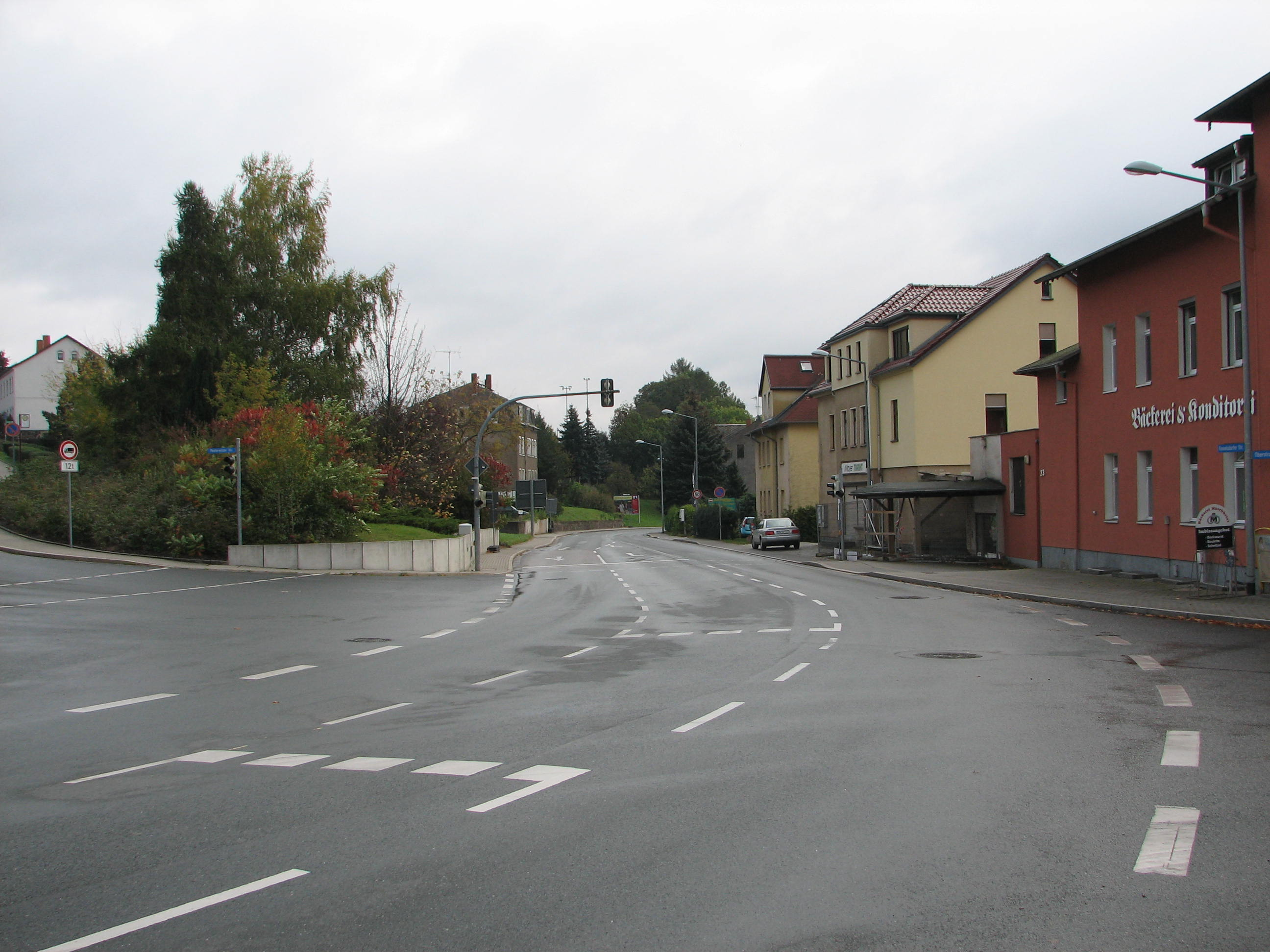
Kesselsdorfer Straße, Blickrichtung Zauckerode

### Verkehr
Im Straßenverkehr wird Wurgwitz hauptsächlich über die „Kesselsdorfer Straße“ erschlossen. Sie hat den Rang einer Staatsstraße und verbindet den Ort nach Nordwesten hin mit Kesselsdorf und der Bundesstraße 173 und der Bundesautobahn 17. In Richtung Südosten bildet sie den Anschluss an den Freitaler Stadtteil Zauckerode und weiter ans Stadtzentrum Freitals. Auf Höhe der Mündung des Oberhermsdorfer Bachs in die Wiederitz kreuzt sich die Kesselsdorfer Straße mit der Ost-West-Achse von Oberhermsdorf nach Pesterwitz. Sie verbindet die alten Ortskerne von Wurgwitz und Niederhermsdorf miteinander und ist als Kreisstraße in Verantwortung des Landkreises. Insgesamt umfasst das Wurgwitzer Straßennetz 26 Wege.
Die wesentlichen Verkehrsadern des Ortes werden von den Stadt- und Regionalbussen des Regionalverkehrs Sächsische Schweiz-Osterzgebirge angesteuert. Zwei Freitaler Stadtbuslinien und eine Linie des Regionalbusverkehrs bedienen sechs Haltestellen im Ortsgebiet.
Der nächste Bahnhof ist von Wurgwitz aus der Bahnhof Freital-Potschappel mit Anschluss an die S-Bahn Dresden und die Regionalbahn über Chemnitz nach Zwickau. Seit der 1972 erfolgten Stilllegung der Schmalspurbahn nach Nossen hat Wurgwitz keine eigene Anbindung an das Schienennetz mehr. Entlang der früheren Schmalspurbahnstrecke verläuft ein überwiegend asphaltierter Radwanderweg, der von Potschappel und dem dortigen Radweg entlang der Wiederitz bis nach Kesselsdorf führt und dort Anschluss an die Rad- und Wanderwege rund um Wilsdruff hat. Diese Verbindungen sind ebenfalls häufig auf ehemaligen Kleinbahnstrecken des Wilsdruffer Netzes entstanden.

### Ansässige Unternehmen und Tourismus
Nach dem Ende des Steinkohlenbergbaus blieben in Wurgwitz kaum größere Betriebe übrig. Der Ort ist nach wie vor landwirtschaftlich und handwerklich geprägt. Es existieren heute ein Baustoff- und ein Holzhandel, ein Wertstoffhof der Firma Jakob Becker sowie seit 2007 ein Steinbruch der Eiffage Infra-Ost (ehemals Faber) auf den nördlichen Wurgwitzer Fluren. Den Bombastus-Werken mit Sitz in Zauckerode gehören Felder mit über 40 Hektar Gesamtfläche in Wurgwitz, auf denen sie Salbei für die Produktion von Tee, Arzneimitteln und Homöopathika anbauen. Historisch war Wurgwitz Standort einer Edelsteinschleiferei, an die heute noch der Name der vor dem ehemaligen Betriebsgelände liegenden Bushaltestelle erinnert. Die Edelsteinschleiferei wurde 1956 von Heinz Steiniger gegründet und hatte bis zu 60 Mitarbeiter (1969). Vor der Wende firmierte das Werk als Betriebsteil Wurgwitz im VEB Edelschmiede Zwickau. Nach dem Tod Steinigers 1991 wurde das Unternehmen 1998 aufgelöst.
Den Wurgwitzer Tourismus prägen mehrere kleine Pensionen und Gaststätten, darunter der „Niederhermsdorfer Hof“ als etwas größeres Gasthaus und die „Brasserie Ehrlich“ in Wurgwitz. Ein in den 1990er Jahren erbautes Drei-Sterne-Hotel an der Pesterwitzer Straße wurde nach Insolvenz zum Altenpflegeheim umgebaut.

### Bildung

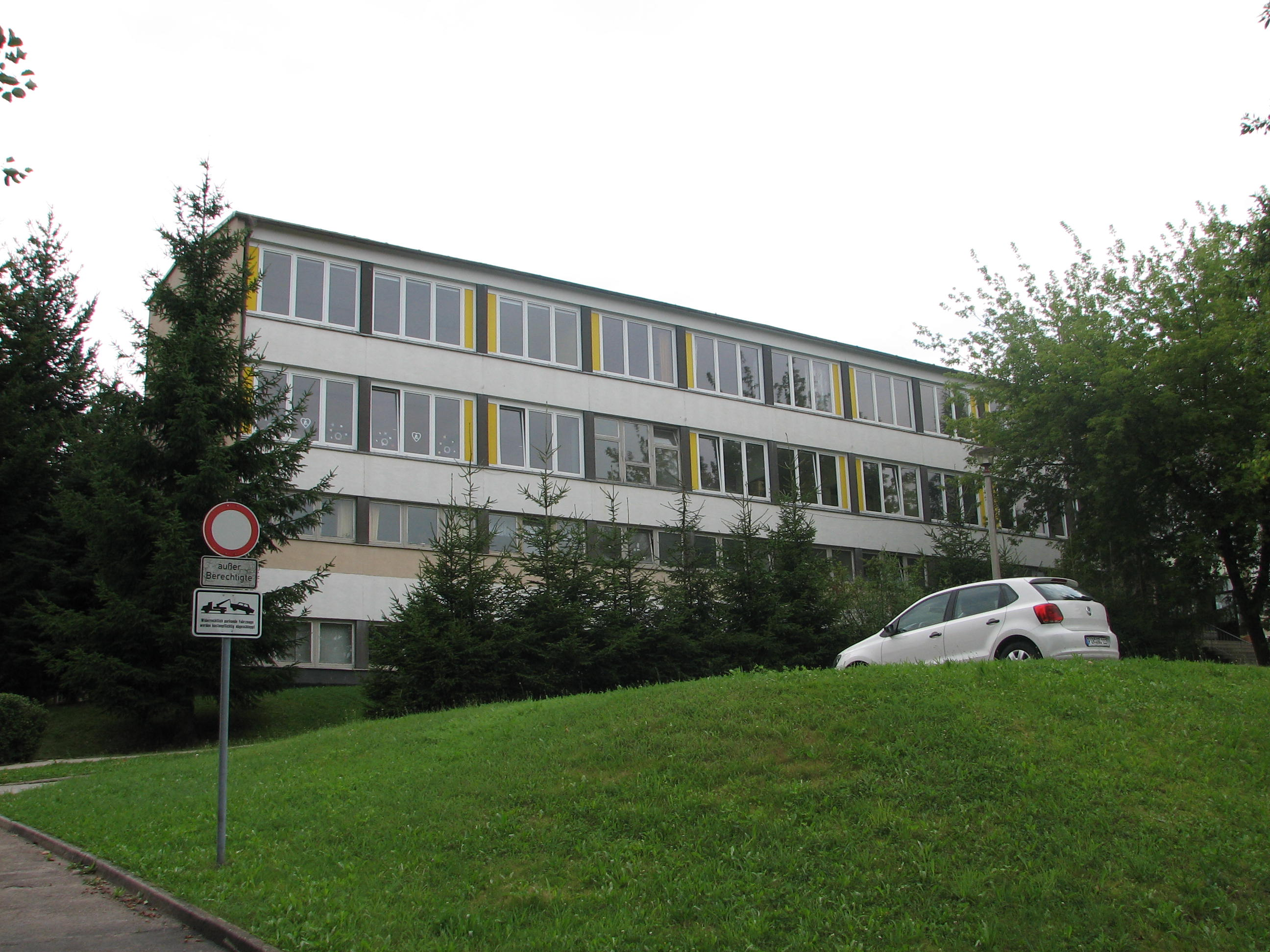
Gebäude der Grund- und ehemaligen Mittelschule vor der Sanierung 2017/18

Die Wurgwitzer Grundschule „Am Albertschacht“ ist mehrfach ausgezeichnet worden, unter anderem mit dem eTwinning-Qualitätssiegel der Europäischen Kommission. In der Grundschule lernten im Schuljahr 2013/2014 insgesamt 154 Schüler in je zwei Klassen pro Stufe. Es sind zehn hauptberufliche Lehrer eingestellt. Die im selben Gebäude angesiedelt gewesene Mittelschule wurde 2007 aufgrund zu geringer Schülerzahlen geschlossen. Die Wurgwitzer Oberschüler gehen seitdem auf die Gotthold-Ephraim-Lessing-Oberschule in Potschappel oder die Oberschule Wilsdruff. Das Weißeritzgymnasium in Freital-Deuben ist von Wurgwitz das nächstgelegene Gymnasium. Im Freitaler Stadtteil Burgk befindet sich das Berufliche Schulzentrum „Otto Lilienthal“. Die Technische Universität Dresden mit der Forstakademie Tharandt und die HTW Dresden sind die nächstgelegenen Hochschulen und Universitäten.

## Persönlichkeiten
- Max Josef Milde (1922–2016), Unteroffizier der Wehrmacht; geboren in Niederhermsdorf
- Achim Schmidtchen (1928–1997), Schauspieler; geboren in Wurgwitz
- Walter Daehn (1929–2021), Bürgermeister von Wurgwitz und später Freitals
- Gerda Lepke (* 1939), Malerin und Grafikerin; lebt in Wurgwitz